# 샤 유이란
샤 유이란(夏玉蘭)은 가토우 쇼우지의 소설 《풀 메탈 패닉!》에 등장하는 등장 인물이다. 성우는 사와시로 미유키.

## 프로필
샤 유이팡의 동생으로, 치도리 카나메를 죽이려하다 패배한 뒤 테레사 테스타롯사의 오빠인 레너드 테스타롯사를 죽이려하다 도리어 목이 졸리며 살해당한다.